# 程賜
程賜，福建建宁府建安县（今属建瓯市）人，明朝政治人物，同進士出身。

## 生平
洪武二十九年（1396年），福建丙子科鄉試中舉。洪武三十年（1397年），登丁丑科春榜進士，授监察御史。